# Senna montana
Senna montana är en ärtväxtart som först beskrevs av Albrecht Wilhelm Roth, och fick sitt nu gällande namn av Vijendra Singh. Senna montana ingår i släktet sennor, och familjen ärtväxter. Inga underarter finns listade i Catalogue of Life.